# Favorinus tsuruganus
Favorinus tsuruganus Baba & Abe, 1964 è un mollusco nudibranchio della famiglia Facelinidae.

## Descrizione
Il corpo e i tentacoli orali sono di colore bianco latteo, opachi. I cerati sono quasi traslucidi, bianchi alla base, poi arancio, neri, blu e bianchi sulla punta.

## Biologia
Si nutre delle uova di altri nudibranchi.

## Distribuzione e habitat
La specie è diffusa in Giappone, Australia e Nuova Caledonia.